# Challenger de Turín 2024
El torneo Piemonte Open 2024 fue un torneo de tenis perteneció al ATP Challenger Tour 2024 en la categoría Challenger 175. Se trató de la 2ª edición; el torneo tuvo lugar en la ciudad de Turín (Italia), desde el 13 hasta el 19 de mayo de 2024 sobre pista de tierra batida al aire libre.

## Jugadores participantes del cuadro de individuales
| Preclasificado | País                 | Jugador             | Rank1 | Posición en el torneo |
| 1              | Bandera de Italia    | Lorenzo Musetti     | 29    | FINAL                 |
| 2              | Bandera de Argentina | Mariano Navone      | 31    | Segunda ronda         |
| 3              | Bandera de Italia    | Matteo Arnaldi      | 37    | Cuartos de final      |
| 4              | Bandera de Italia    | Lorenzo Sonego      | 47    | Semifinales           |
| 5              | Bandera de Italia    | Luciano Darderi     | 54    | Semifinales           |
| 6              | Bandera de Italia    | Flavio Cobolli      | 57    | Baja                  |
| 7              | Bandera de Alemania  | Yannick Hanfmann    | 59    | Segunda ronda         |
| 8              | Bandera de Brasil    | Thiago Seyboth Wild | 61    | Primera ronda         |

- 1 Se ha tomado en cuenta el ranking del 6 de mayo de 2024.

### Otros participantes
Los siguientes jugadores recibieron una invitación (wild card), por lo tanto ingresan directamente al cuadro principal (WC):
- Matteo Arnaldi
- Luciano Darderi
- Francesco Passaro

Los siguientes jugadores ingresan al cuadro principal tras disputar el cuadro clasificatorio (Q):
- Mattia Bellucci
- Marc-Andrea Hüsler
- Francesco Maestrelli
- Felipe Meligeni Alves

## Campeones

### Individual Masculino
- Francesco Passaro derrotó en la final a  Lorenzo Musetti por 6–3, 7–5

### Dobles Masculino
- Harri Heliövaara /  Henry Patten derrotaron en la final a  Andreas Mies /  Neal Skupski por 6–3, 6–3